# Pasquale Cascio

Erzbischofswappen

Pasquale Cascio (* 29. November 1957 in Castelcivita, Provinz Salerno, Italien) ist ein italienischer Geistlicher und Erzbischof von Sant’Angelo dei Lombardi-Conza-Nusco-Bisaccia.

## Leben
Pasquale Cascio empfing am 23. Juli 1983 das Sakrament der Priesterweihe.
Am 27. Oktober 2012 ernannte ihn Papst Benedikt XVI. zum Erzbischof von Sant’Angelo dei Lombardi-Conza-Nusco-Bisaccia. Der Erzbischof von Neapel, Crescenzio Kardinal Sepe, spendete ihm am 5. Januar des nächsten Jahres die Bischofsweihe; Mitkonsekratoren waren Francesco Alfano, Erzbischof von Sorrent-Castellammare di Stabia, und Antonio De Luca CSsR, Bischof von Teggiano-Policastro. Die Amtseinführung in der Kathedrale von Sant’Angelo dei Lombardi fand am folgenden Tag statt.